# Trathala unicolor
Trathala unicolor är en stekelart som beskrevs av Dasch 1979. Trathala unicolor ingår i släktet Trathala och familjen brokparasitsteklar. Inga underarter finns listade i Catalogue of Life.